# ميناء مرسى بدران
هو ميناء بترولي بحري بمدينة رأس بدران بمحافظة البحر الأحمر بمصر و هو يتبع شركة السويس للزيت (سوكو)

## الموقع
180 كم من نفق الشهيد أحمد حمدي في اتجاه مدينة الطور.

## نشاط الميناء
استقبال وشحن وتفريغ ناقلات البترول.